# Faumont

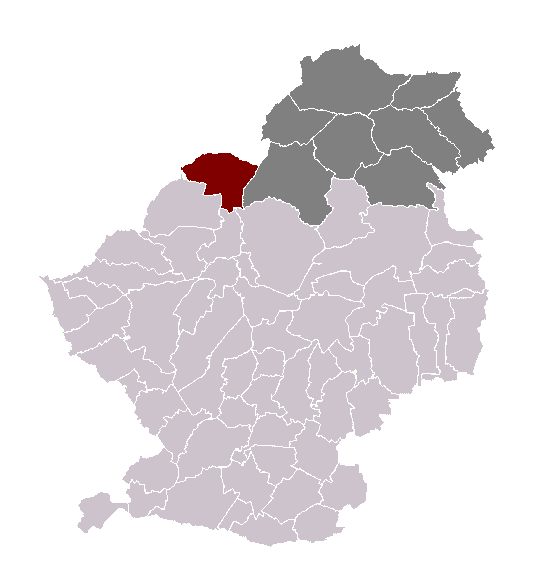
Ubicació de Faumont dins dels seus cantó i districte

Faumont és un municipi francès, situat a la regió dels Alts de França, al departament del Nord. L'any 2017 tenia 2.172 habitants. Limita al nord amb Bersée, a l'est amb Coutiches, al sud-est amb Flines-lez-Raches, al sud amb Râches, al sud-oest amb Raimbeaucourt, a l'oest amb Moncheaux i al nord-oest amb Mons-en-Pévèle (Pevelenberg).

## Demografia
| 1962                                       | 1968  | 1975  | 1982  | 1990  | 1999  | 2006  | 2017  |
| ------------------------------------------ | ----- | ----- | ----- | ----- | ----- | ----- | ----- |
| 1.248                                      | 1.277 | 1.342 | 1.384 | 1.663 | 1.917 | 2.090 | 2.172 |
| Des de 1962: població sense dobles comptes |       |       |       |       |       |       |       |

## Administració
| Període   | Identitat          | Partit |
| --------- | ------------------ | ------ |
| 2001-2008 | Jean-Claude Fremon |        |
| 2008-     | Michel Facompre    |        |